# Jørn Dohrmann
Jørn Dohrmann (født 9. januar 1969 i Kolding) er en dansk politiker, som var medlen af Europa-Parlamentet fra 2014 til 2019. Han var valgt for Dansk Folkeparti og var medlem af gruppen De Europæiske Konservative og Reformister (ECR) i Parlamentet. Tidligere var han medlem af Folketinget for Dansk Folkeparti fra 2001 til 2014. Han udtrådte af Tinget efter at være blevet valgt til Europa-Parlamentet. Jørn Dohrmann skiftede parti til Moderaterne i 2024.

## Karriere
Dohrmann er søn af landmand Olav Dohrmann og medhjælpende hustru Birthe Dohrmann. 
Han afsluttede folkeskolen i 1985 og uddannede sig som mekaniker hos Frede Christensen Haderslev A/S 1985-1988 og tog en supplerende uddannelse som automatikmekaniker hos GKN Wheels Nagbøl A/S 1994-1998.
Han var rejsemontør for MAN lastbiler i Schweiz og Tyskland samt freelancemontør i Australien 1989-94.
Han var kasserer i DFU Vejle Amt og medlem af bestyrelsen for DF's lokalforening i Kolding til 2001. Medlem af bestyrelsen for DF i Vejle Amt. Han var partiets kandidat i Juelsmindekredsen 1999-2000 og i Koldingkredsen fra 2000. Han blev valgt til folketinget for Dansk Folkeparti for Vejle Amtskreds ved folketingsvalget 20. november 2001 og forblev medlem til han udtrådte i 2014 for at blive medlem af Europa-Parlamentet. Han var Dansk Folkepartis miljøordfører i hele sin folketingskarriere. Fra 2007 til 2009 var han formand for Udvalget for Fødevarer, Landbrug og Fiskeri.
Dohrmann var tillige medlem af byrådet i Vamdrup Kommune fra 2001 til udgangen af 2006 hvor kommunen blev indlemmet i Kolding Kommune. Han var medlem af sammenlægningsudvalget for den nye Kolding Kommune i 2006 og byrådsmedlem i kommunen fra oprettelsen i 2007.
Han blev valgt til Europa-Parlamentet ved valget i 2014. I Europa-Parlamentet var han medlem af gruppen De Europæiske Konservative og Reformister (ECR) og formand for parlamentets delegation for forholdet til Schweiz, Norge og Island. I marts 2019 blev Dohrmann frataget sin parlamentariske immunitet af Europa-Parlamentet og efterfølgende tiltalt for ulovlig tvang, hærværk og brugstyveri for en episode i april 2016 hvor han ifølge anklagskriftet skulle have vristet et kamera fra en presseforograf. Dohrmann nægtede sig skyldig, men blev idømt en bøde på 15.000 kr. i sagen i Retten i Kolding i 2020.
Han valgte ikke at genopstille til Europa-Parlamentetsvalget i 2019 og stoppe i politik idet han kritiserede at Dansk Folkeparti ved dette valg havde bestemt at bruge partiliste frem for sideordnet opstilling som tidligere.
I 2022 vidnede Jørn Dohrmann i den såkaldte MELD- og FELD-sag mod Morten Messerschmidt og sagde at hans underskrift var blevet forfalsket.
Han meddelte i 2024 at han nu er medlem af Moderaterne og vil vil stille op til kommunalvalget 2025 i Kolding Kommune for dette parti.

## Hæder
27. april 2012 blev han Ridder af Dannebrog.

## Privat
Jørn Dohrmann er nevø til tidligere folketingsmedlem for Fremskridtspartiet Helge Dohrmann (1939-1989).